# Ultrafialová astronomie

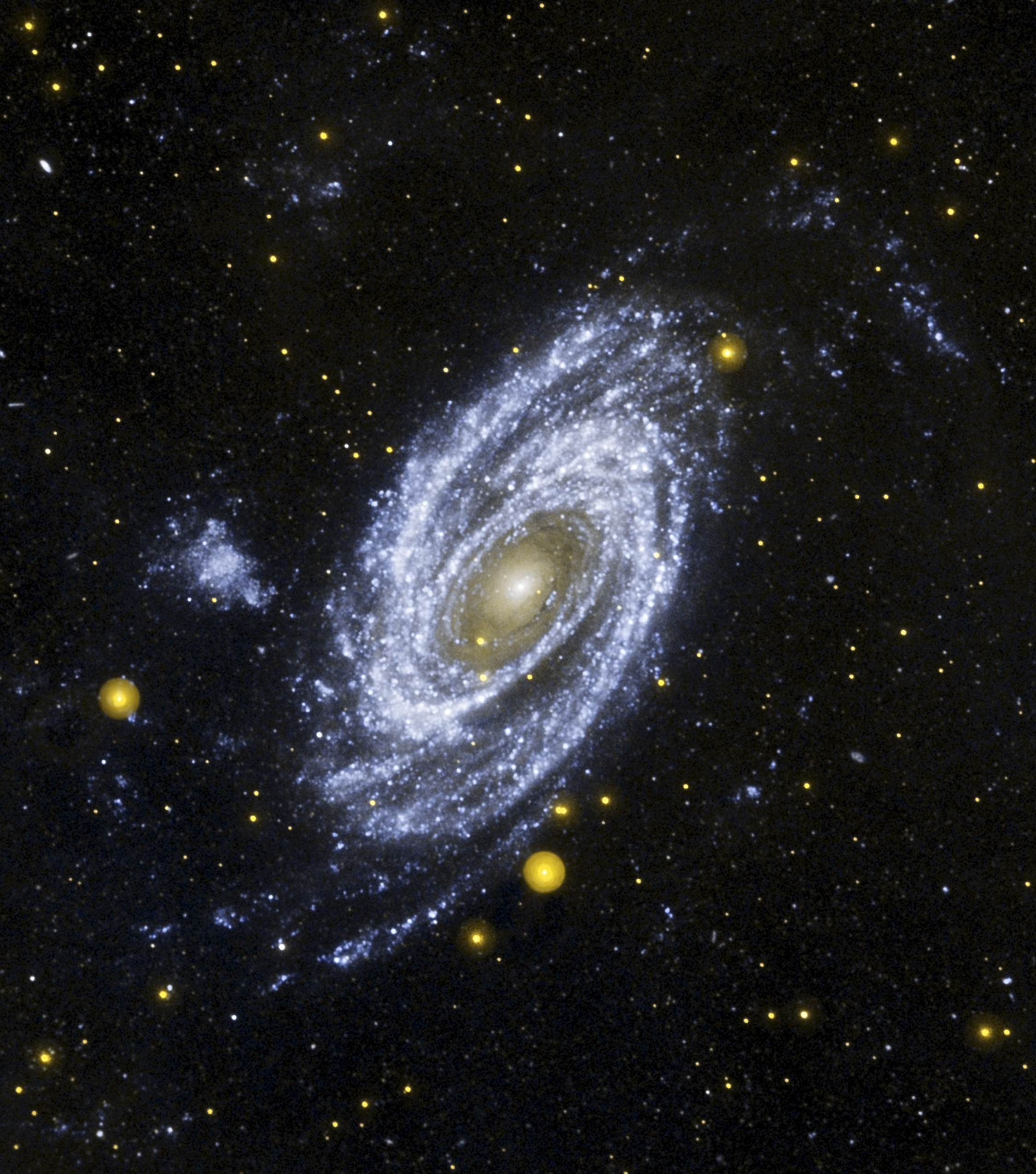
Spirální galaxie M81 v ultrafialových barvách, zachycená družicí GALEX

Ultrafialová astronomie je odvětví astronomie, které se zabývá pozorováním vesmírných objektů v ultrafialovém záření, tedy ve vlnových délkách od 10 do 380 nm. Světlo v těchto délkách je absorbováno zemskou atmosférou, takže observatoře musí být umístěné ve vrchních vrstvách atmosféry nebo ve vesmíru.
V ultrafialovém záření se ve sluneční soustavě studuje především Slunce (siločáry magnetického pole), ale září v něm také Země, Jupiter a Saturn (zde je vidět aurorální ovál). V ultrafialovém oboru svítí mnoho objektů ve vzdáleném vesmíru, intenzivně např. mladé hvězdy a aktivní jádra galaxií.